# Michael Dahl
Michael Dahl (Estocolmo, probablemente 1659-Londres, 20 de octubre de 1743) fue un retratista sueco, que vivió y trabajó en Londres durante la mayor parte de su vida.

## Biografía
Recibió su primera educación profesional en Estocolmo del pintor húngaro de nacimiento Martin Hannibal, y siguió su formación con el pintor de la corte David Klöcker Ehrenstrahl. Dejó Suecia en 1682, y viajó de Amberes a Londres, donde se vio influido por la obra retratista de Godfrey Kneller. Entonces se marchó a París, y al final marchó a Roma, residiendo allí durante un tiempo considerable, pintando los retratos de la reina exiliada Cristina de Suecia y otras celebridades. En 1688 volvió a Inglaterra, y se convirtió durante algunos años en un rival peligroso de Kneller. Fue uno de los fundadores de la Academia de san Lucas y era miembro del Club Rose and Crown. 
Aún se conservan muchos de sus retratos, pero su nombre no siempre se conserva con ellos. Nagler (Künstler-Lexicon) dice que los de Hampton Court y Petworth House se llevan la palma entre los mejor conocidos y del más conocido y mejor empleado pintor.